# 横須賀緑荘誤爆事件
横須賀緑荘誤爆事件（よこすかみどりそうごばくじけん）とは、1975年（昭和50年）9月4日（木）に神奈川県横須賀市で発生した爆発事件である。

## 事件の概要
1975年（昭和50年）9月4日午前2時36分頃、神奈川県横須賀市不入斗町（いりやまずちょう）の木造2階建てアパート「緑荘」の1階102号室で突然大爆発が起こった。この爆発で同室にいた男女3人と、真上の部屋の母娘2人の合わせて5人が死亡、9人が負傷した他、緑荘と隣家1棟が全壊し2棟が半壊、36棟が一部損壊した。
5人の遺体は30メートルほど離れた民家の庭などに散乱し、中には頭部や手足が吹き飛ばされた遺体もあった。
当初はプロパンガスの爆発事故と見られていたが、神奈川県警察が捜査したところ、死亡した102号室の男女3人は革命的共産主義者同盟全国委員会（中核派）の活動家であることが判明した（真上の部屋の母娘2人は中核派とは無関係）。

## 事件の背景
中核派が初めて爆弾を使用したのは、70年安保闘争最中の1969年（昭和44年）10月21日、米軍立川基地内等であった。この時使用されたのは紙円筒爆弾で、直径約5センチメートル、長さ約14センチメートルのボール紙の筒に黒色火薬を詰め、黒色火薬を詰め込んだ「紙こより」を導火線とした簡単なものであった。当時、極左が製造していた爆弾は、ピース缶や空き瓶を容器としており、火力が小さく、また点火不良による不発も多かった。使用目的も、対人殺傷というよりは寧ろ世間の注目を集めることに主眼が置かれていた。
しかし、1971年（昭和46年）6月17日、赤軍派が起こした明治公園爆弾事件以降は、対人殺傷目的へとその目的が凶悪化していった。
当時は昭和天皇の訪米が予定されており、中核派はそれを阻止しようと皇室関連施設の爆破を企て、この非公然アジトで爆弾を製造し、翌日の決行のため準備していたところ、誤って爆発させたことがわかった。
この事故により、中核派は爆弾闘争の頓挫を余儀なくされ、以後9年間爆発物の製造を断念することになった。